# مسجد بيت الرحيم الكبير
مسجد بيت الرحيم الكبير هو واحدة من أقدم وأكبر مسجد في مقاطعة غورونتالو، تأسس المسجد في عام 1728 من قبل ملك غورونتالو في ذلك الوقت وهو الملك بوتوتيه، يقع مسجد بيت الرحيم الكبير في وسط مدينة غورونتالو.

## التاريخ
مسجد بيت الرحيم الكبير هو واحد من أقدم المساجد التي تم بناؤها في منطقة غورونتالو، أنشئ المسجد بالتزامن مع بناء المدينة الجديدة في غورونتالو وذلك يوم الخميس السادس من سهر شعبان عام 1140 هـ الموافق للثامن عشر من شهر مارس عام 1728 من قبل الملك بوتوتيه، وقام بالانشاءات رئيس حكومة مملكة بتاتو لو هولوندالو.

## البناء
تم إنشاء مسجد بيت الرحيم الكبير من قبل حكومة مملكة بتاتو، وتم البناء في موقع أحد منازل المسؤولين الملكي في المملكة، بني المسجد من مواد الخشب، وتم تجديده وإعادة بنائها لاحقا، ثم تم استبدال المباني والجدران الحجرية في عام 1175 هـ الموافق 1761 من قبل الملك اونونونغ، وكان سمك الجدار في بناء الملك 0.80 متر، في عام 1938 دمر المسجد بسبب زلزال هائل، ومنذ ذلك الحين تعقد وتنفذ الصلاة والعبادة في مبنى الطوارئ بالقرب من المسجد حتى عام 1946، وفي عام 1946 وعام 1947 بدأت عملية إعادة بناء المسجد والذي قاده عثمان عبد الله رئيسا.

## تعاقب الترميم
في عام 1964 وسع مسجد بيت الرحيم الكبير بإضافة شرفة إلى الجهة الشمالية والغربية، وفي عام 1969 تشكلت لجنة برئاسة كو ناكي وناوي والقاضي رؤوف عباس امام المسجد بهدف استكمال أعمال إعادة البناء والترميم، واستمرت الإصلاحات ختى سبتمبر من العام 1979، وفي عام 1982 تمت إضافة موقع للمصلين الإناث في الجزء الجنوبي من المسجد، وفي عام 1988 تمت إعادة هيكلة السياج والفناء وفي عام 1996 قام غوروتنالو بادو بانشاء المستوى الثاني من هيكلة الآبار ووضعها كمكان لمياه الشرب والوضوء، بالإضافة لإنشاء مئذنة، وفي عام 1999 في مدة ولاية رئيس بلدية غورونتالو نفذ ترميم مسجد بيت الرحيم الكبير، والذي افتتحه الرئيس يوسف حبيبي في قصر مرديكا يوم الأربعاء الثالث عشر من شهر أكتوبر من عام 1999 الموافق الثالث من شهر رجب عام 1420 هـ.